# Морское министерство Российской империи
Морское министерство — центральный орган военного управления Русским флотом Вооружённых сил Российской империи, было основано в 1802 году в ходе реформ Александра I, во время учреждения министерств в Российской империи, под наименованием Министерство морских сил.
Военный флот России являлся важнейшей составляющей мощи Российского государства, и являлся самой дорогой частью вооруженных сил, что и обусловило сформирование Министерство морских сил как новой формы управления военно-морскими силами Российской империи.

## История
Наименование Морское министерство оно получило в 1815 году. Первоначально в составе министерства были образованы только военная по флоту канцелярия (1802 год) и департамент министра морских сил (1803 год). В 1805 году главное адмиралтейское управление было разделено на адмиралтейств-коллегию и адмиралтейский департамент, с присоединением их к министерству и возложением председательствования в адмиралтейств-коллегии на министра морских сил.
В 1804 году учрежден был генеральный кригсрехт для флота, вскоре упраздненный ввиду восстановления общего для морских и сухопутных вооруженных сил генерал-аудиториата, в котором положено было иметь двух членов от морского ведомства.
В 1812 году образованы аудиториатский департамент и главное медицинское управление морским ведомством, в лице флота генерал-штаб-доктора с помощником, генерал-штаб-лекарем.
В рамках Морского ведомства учреждается Управление начальника штаба по морской части, созданное в 1821 году.
В 1827 и 1828 годах Управление морским ведомством разделено на две самостоятельные части: Морской штаб Его Императорского Величества, с начальником штаба во главе, которое в 1831 году переименовывают в Главный морской штаб (ГМШ) и морское Министерство, подчиненное министру.
В 1836 году обе части были соединены в одно учреждение, под наименованием морского министерства. С 1855 года морское министерство было подчинено генерал-адмиралу, в помощь которому назначался управляющий морским министерством. Тогда же получил новую организацию Адмиралтейств-совет, имевший ранее характер учреждения совещательного и сделавшийся высшим самостоятельным по хозяйственной части учреждением.
В 1860 году утверждено в виде опыта на 5 лет новое устройство министерства, существовавшее, однако, до 1885 года. По нему, генерал-адмирал являлся главным начальником флота и морского ведомства с правами министра, но хозяйственной частью заведовал управляющий морским министерством. В составе министерства были канцелярия, инспекторский, кораблестроительный, комиссариатский и гидрографический департаменты, кораблестроительный, технический и морской учёный комитеты, артиллерийское, строительное и медицинское управления.
В 1867 году была проведена новая реформа: генерал-адмирал сделался только руководителем морского управления, управляющий же министерством руководил всем министерством на правах министра. С увеличением власти главных командиров и портовых управлений функции центральных хозяйственных органов сократились; поэтому кораблестроительный и комиссариатский департаменты, артиллерийское и строительное управления были упразднены и вместо них образован морской технический комитет (МТК), в состав которого вошли и три прежних комитета (кораблестроительный, технический и морской учёный). К МТК была причислена модель-камера Санкт-Петербургского порта, переименованная в Морской музей, библиотека и редакция Морского сборника.
В 1884 году было приступлено к составлению нового положения об управлении морским ведомством. 3 июня 1885 года оно было утверждено, и с незначительными изменениями сохранило силу до начала XX века. Во главе ведомства стоял главный начальник флота и морского ведомства (генерал-адмирал), функции которого определены в законе (ст. 1—4 кн. I Свода морских постановлений) весьма кратко: сказано только, что он подчиняется непосредственно Его Императорскому Величеству и председательствует в адмиралтейств-совете. Управляющий морским министерством хотя действует не самостоятельно, но пользуется общими правами министра; он состоит вице-председателем адмиралтейств-совета.
В 1905 году, после проигранной русско-японской войны был проведен ряд преобразований министерства. 2 июня 1905 года Генерал-адмирал был освобождён от обязанностей главного начальника флота и морского ведомства и 29 июня был назначен морской министр, получивший равные права с другими министрами. В апреле 1906 года был образован Морской генеральный штаб. Одновременно было уничтожено оперативное управление при Главном морском штабе. МГШ был подчинен министру, но его начальник получил право всеподданнейшего доклада в присутствии министра. Наряду с МГШ функционировал Главный морской штаб, являвшийся центральным органом управления в министерстве.
После 1917 года при большевиках морское министерство было ликвидировано.

## Структураморского министерства

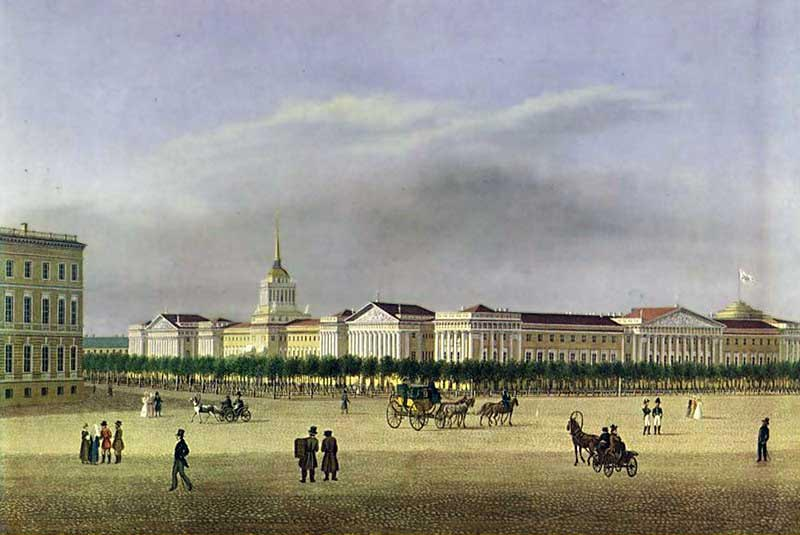
Комплекс зданий Министерства морских сил, 1810 год

В начале XX века морское министерство имело следующую структуру:
- Адмиралтейств-совет;
- Главный военно-морской суд;
- Главный морской штаб, в котором сосредотачивается управление боевыми силами, движениями и строевой частью флота и заведование личным составом. Он состоит из двух отделов: военно-морского учёного и личного состава, которыми под наблюдением начальника штаба заведуют: вторым — его помощник, а первым — особо назначаемое лицо. Начальник главного морского штаба заведует на правах главного командира порта всеми морскими командами, расположенными в Петербурге, а также инвалидным домом императора Павла I и военно-исправительной тюрьмой морского ведомства;
- Главное гидрографическое управление ;
- Главное управление кораблестроения и снабжений;
- Морской технический комитет, имеющий предметом занятий: а) техническую сторону кораблестроения, механики, артиллерии и минного искусства и б) высшее техническое наблюдение за работами, производимыми на судах, в портах и на заводах; кроме того, на него возлагается руководство строительными работами морского ведомства и наблюдение за всеми открытиями в технике морского дела;
- Канцелярия морского министерства, в которой сосредотачивается переписка по делам общим, составление отчётов, делопроизводство по адмиралтейств-совету, юрисконсультская часть и кодификация морских узаконений. Директор канцелярии есть вместе с тем юрисконсульт морского министерства;
- Главное военно-морское судное управление — ведает делопроизводство по главному военно-морскому суду и личный состав морского судного ведомства. Подчиняется главному военно-морскому прокурору.
- Управление главного медицинского инспектора флота.
  - Печатный орган: Морской врач.

## Генерал-адмиралы
Главные начальники флота и морского ведомства:
- Великий князь Константин Николаевич (1855—1881)
- Великий князь Алексей Александрович (1881—1905)

## Министры морских сил и Морские министры
- Мордвинов Николай Семенович (8 сентября — 28 декабря 1802)
- Чичагов Павел Васильевич (31 декабря 1802 — 28 ноября 1811)
- де Траверсе Иван Иванович (28 ноября 1811 — 24 марта 1828)
- Моллер Антон Васильевич (24 марта 1828 — 5 февраля 1836)
- Меншиков Александр Сергеевич (5 февраля 1836 — 23 февраля 1855)
- Врангель Фердинанд Петрович (18 мая 1855 — 27 июля 1857)
- Метлин Николай Федорович (27 июля 1857 — 18 сентября 1860)
- Краббе Николай Карлович (19 сентября 1860 — 3 января 1876)
- Лесовский Степан Степанович (12 января 1876 — 23 июня 1880)
- Пещуров Алексей Алексеевич (23 июня 1880 — 11 января 1882)
- Шестаков Иван Алексеевич (11 января 1882 — 21 ноября 1888)
- Чихачёв Николай Матвеевич (28 ноября 1888 — 13 июля 1896)
- Тыртов Павел Петрович (13 июля 1896 — 4 марта 1903)
- Авелан Федор Карлович (10 марта 1903 — 29 июня 1905)
- Бирилёв Алексей Алексеевич (29 июня 1905 — 11 января 1907)
- Диков Иван Михайлович (11 января 1907 — 8 января 1909)
- Воеводский Степан Аркадьевич (8 января 1909 — 18 марта 1911)
- Григорович Иван Константинович (19 марта 1911 — 28 февраля 1917)

### Временное правительство
- Гучков Александр Иванович (2 марта — 30 апреля 1917)
- Керенский Александр Федорович (5 мая — 30 августа 1917)
- Вердеревский Дмитрий Николаевич (30 августа — 25 октября 1917)